# 沟纹毛肌蛤
沟纹毛肌蛤（学名：Trichomusculus subsulcatus），是贻贝目壳菜蛤科毛肌蛤属的一种。主要分布于中国大陆，常栖息在潮间带。